# Styleheads Music
Styleheads Music ist ein deutsches Musiklabel mit angeschlossener Management- und Marketingagentur.

## Geschichte
Styleheads Music wurde 2001 von Eike Faecks als Geschäftsführer und Steffen Gottwald als Creative Director gegründet. Die beiden kennen sich seit der Schulzeit. Faecks absolvierte ein Studium zum Wirtschaftsingenieur, während Gottwald Ende der Neunzigerjahre als Liedtexter und Hip-Hop-Produzent tätig war. Vor Gründung des Labels bauten sie die Website rap.de auf, die später von der angeschlossenen Marketingagentur Styleheads und Piranha Media unter dem Firmennamen Joint Forces Media betrieben wurde. Hieraus ergab sich ein Labelvertrag mit BMG und eine erste Verlagsedition.
Die ersten Veröffentlichungen erschienen unter dem Labelnamen Homeground Records. Unter diesem Namen etablierte man sich im Bereich zwischen Reggae, Hip-Hop und Soul. Als eines der ersten Alben wurde 2004 Das 5te Element von Mellow Mark veröffentlicht, welches eine Chartplatzierung erreichte. Mellow Mark wurde im selben Jahr mit dem Echo für den besten Newcomer ausgezeichnet. Etwa zur gleichen Zeit nahm das Label Culcha Candela unter Vertrag und schloss einen Lizenzvertrag mit Universal Music ab. Im Folgejahr wurde eine Zusammenarbeit mit dem Musikverlag EMI Music Publishing aufgesetzt. 2007 konnte Culcha Candela mit dem selbstbetitelten dritten Album und der vorausgegangenen Nummer-eins-Single Hamma erste größere Erfolge erzielen.
Weil sich das Label von Anfang an auch für das Marketing seiner Musiker verantwortlich zeichnete, wurde es nach einiger Zeit auch von anderen Labels dafür beauftragt. Der erste Kunde außerhalb der Musikindustrie konnte mit Red Bull gewonnen werden. Es folgten unter anderem Projekte für Jägermeister, Eastpak, Heineken, New Balance und Base.
Im Jahr 2013 gründete Styleheads zusammen mit der Leuphana Universität Lüneburg das Filmproduktionsunternehmen Hyperbole TV, welches unter anderem den You-Tube-Kanal Hyperbole bespielt. Im selben Jahr wurde zusammen mit Mec-Early (heute Das Maschine) zur Auslagerung der Musikverlagstätigkeit We Publish Music gegründet. Seit 2014 ist White Rabbit, eine gemeinsame Tochter von Styleheads und Lautstark, am Veranstalter des Festivals c/o pop beteiligt. Zusammen mit 1st Strike wurde 2019 das Label Ablaze Records mit einem Fokus auf der Kooperation mit Influencern ins Leben gerufen. 2021 übernahm Styleheads die Mode-Agentur Doris Dober Detailed Communication, kurz DDDC, und benannte sie zu Styleheads Düsseldorf um.
Styleheads Music hat seinen Sitz in Berlin und verwendet den Labelcode LC 23930. Homeground Records nutzt den Labelcode LC 13432, das Sublabel Vybrant setzt den Labelcode LC 98504 ein.

## Musiker (Auswahl)

### Label
- Culcha Candela
- Flo Mega
- MC Fitti
- Mellow Mark[1]
- Schwarz

### Verlag
- Kraans de Lutin
- Krutsch[3]